# Кафяво колибри
Кафявото колибри (Colibri delphinae) е вид птица от семейство Колиброви (Trochilidae).

## Разпространение
Видът е разпространен в Белиз, Боливия, Бразилия, Венецуела, Гватемала, Гвиана, Еквадор, Колумбия, Коста Рика, Никарагуа, Панама, Перу, Суринам, Тринидад и Тобаго, Френска Гвиана и Хондурас.